# Георг II фон Щолценберг
Георг II фон Щолценберг (на немски: Georg II zu Stolzenberg; * пр. 1309; † 6 юли 1350) е рауграф на Щолценберг-Зимерн в Северен Рейнланд-Пфалц.

## Произход
Той е син на Георг I фон Щолценберг, рауграф на Щолценберг, фогт на Шпайергау († 1309), и съпругата му Маргарета фон Даун († 1307), сестра на Вирих II фон Даун († 1299), дъщеря на Вирих I фон Даун, господар на Нанщайн, маршал на Холандия († 1260/1262), и първата му съпруга Гуда фон Оберщайн. Брат е на Конрад V 'Млади' фон Щолценберг, господар на Нанщайн († сл. 1351), женен ок. 1330 г. за Елизабет фон Лайнинген-Дагсбург († 1351), дъщеря на граф Фридрих V фон Лайнинген-Дагсбург († сл. 1327) и София фон Фрайбург († сл. 1335). Сестра му Лорета фон Щолценберг († 1350) е омъжена 1307 г. за Ото I фон Боланден († 1327), син на Филип VI фон Боланден († ок. 1303).
Линията на рауграфовете фон Щолценбург измира през 1358 г. Наследени са от господарите на Боланден.

## Фамилия
Георг II фон Щолценберг се жени пр. 5 август 1310 г. за Маргарета фон Катценелнбоген († сл. 3 януари 1336), вдовица на Готфрид I фон Шлюселберг († 5 юни 1308), дъщеря на граф Вилхелм I фон Катценелнбоген († 1331) и Ирмгард (Юта) фон Изенбург-Бюдинген († 1302/1303), дъщеря на Лудвиг фон Изенбург-Клееберг. Те имат децата:
- Вилхелм фон Щолценберг († между 1 февруари и 31 декември 1358), рауграф цу Алтенбаумберг, Щолценберг-Зимерн, женен I. 1344 г. за Елизабет фон Лайнинген-Дагсбург († 1345), дъщеря на граф Фридрих VI фон Лайнинген-Дагсбург и Юта фон Изенбург-Лимбург, II. между 25 ноември и 28 декември 1346 г. за Кунигунда фон Спонхайм († март 1400), дъщеря на Филип фон Спонхайм-Боланден († 1337/1338) и Елизабет фон Катценелнбоген († сл. 1338). На 19 юни 1365 г. Кунигунда фон Спонхайм се омъжва втори път за граф Лудвиг VI фон Ринек (†1408).
- Георг фон Щолценберг († 26 декември 1338)
- Филип II фон Щолценберг († пр. 8 септември 1377)